# Risø
 For Forskningscenter Risø, se DTU Risø Campus.
Risø er en halvø på østsiden af Roskilde Fjord, ca. 6 km nord for Roskilde.
Området er ejet af Staten og huser DTU Risø Campus (oprindelig Atomenergikommissionens Forsøgsanlæg Risø, senere Forskningscenter Risø) og Aarhus Universitet (Institut for Ecoscience, Institut for Miljøvidenskab og Nationalt Center for Miljø og Energi, alle tidligere Danmarks Miljøundersøgelser).